# Trận Sekigahara
Trận Sekigahara (Shinjitai: 関ヶ原の戦い (關ヶ原の戰ひ) (Quan Nguyên chiến) Sekigahara no Tatakai) là một trận đánh nổi tiếng trong lịch sử Nhật Bản diễn ra vào ngày 21 tháng 10 năm 1600 (ngày 15 tháng thứ 9 niên hiệu Khánh Trường thứ 5) tại Sekigahara, thuộc tỉnh Gifu ngày nay. Trận đánh diễn ra giữa hai phe, một phe ủng hộ con trai của Toyotomi Hideyoshi là Toyotomi Hideyori lên nắm quyền. Phe kia ủng hộ Tokugawa Ieyasu, daimyō hùng mạnh nhất thời bấy giờ.
Chiến thắng của "Đông quân" dưới sự chỉ huy của Ieyasu khiến ông trở thành người cuối cùng trong số 3 người thống nhất Nhật Bản cùng với Oda Nobunaga và Toyotomi Hideyoshi. Sau trận đại chiến này, ông chính thức giành được tước hiệu Chinh di Đại tướng quân (征夷大将軍, Sei-i Daishōgun), người có quyền lực chính trị và quân sự nhất thời phong kiến Nhật Bản. Trận chiến mở đầu thời đại của Mạc phủ Tokugawa, mạc phủ cuối cùng trong lịch sử Nhật Bản kéo dài hơn 250 năm.
Tầm quan trọng trận chiến này, toàn bộ kết quả của một chiến dịch quân sự, là nó đã gần như kết thúc một thời kỳ nội chiến khốc liệt. Nó đã thiết lập nền hòa bình gần như tuyệt đối trên suốt quần đảo Nhật Bản, và chỉ bị gián đoạn bởi các cuộc khởi nghĩa nhỏ cho đến khi Thiên hoàng giành lại quyền lực tối cao sau cuộc chiến tranh Mậu Thìn (1868-1869).
Mặc dù không ai biết chính xác số lượng binh lính tham chiến của hai bên, nhưng phần lớn học giả cho rằng đã có hơn 17 đến 20 vạn binh lính tập trung ngày hôm đó, và một số người nói rằng, đây là trận đánh lớn nhất trong lịch sử Nhật Bản.

## Tên gọi
Trận đánh lịch sử này còn được gọi là Tenka Wakeme no Tatakai (天下分け目の戦い, trận chiến phân thiên hạ) trong tiếng Nhật. Tên gọi Sekigahara bắt nguồn từ tên vùng đất mà nó đã diễn ra: Sekigahara, nằm trong khu vực quận Fuwa, tỉnh Gifu ngày nay.
Bao gồm hai khía cạnh khác nhau: Mặc dù thường được xem như là một trận đánh, một phần của một chiến dịch quân sự quy mô lớn. Về điều này, cả hai bên đều đã chuẩn bị trước, như việc bao vây lâu đài đối phương hay chặn đánh các tuyến đường giao thông chính để cố gắng chiếm được lợi thế hơn đối thủ. Điều đáng chú ý là khi hai bên đã chuẩn bị cho trận đánh hàng tháng trời, việc quyết định nơi giao tranh được thực hiện cách nhanh chóng bởi một trong hai bên tham chiến. Ishida Mitsunari đã lựa chọn được chỗ rất có lợi cho quân của mình. Nhưng trớ trêu thay, chính một trong những đồng minh đáng tin nhất của ông đã phản bội khiến ông không kịp trở tay.

## Bối cảnh và nguyên cớ
Toyotomi Hideyoshi vốn là một vị tướng phục vụ cho Oda Nobunaga. Sau khi Nobunaga qua đời, trong hội nghị quyết định người kế thừa Nobunaga, Hideyoshi gạt qua ứng cử viên hiển nhiên là Oda Nobutaka và cùng với đại tướng của gia tộc Oda, Shibata Katsuie, ủng hộ người con còn trẻ của Nobutada, Oda Hidenobu. Có được sự ủng hộ của hai trưởng lão nhà Oda, Niwa Nagahide và Ikeda Tsuneoki, Hideyoshi đặt Hidenobu lên ngôi, cùng với ảnh hưởng của chính ông ta lên toàn gia tộc Oda. Căng thẳng nhanh chóng leo thang giữa Hideyoshi và Katsuie, và trong trận Shizugatake năm sau đó, Hideyoshi tiêu diệt quân đội của Katsuie và từ đó tập trung quyền lực trong tay mình, kiểm soát gần như mọi hoạt động của nhà Oda.
Hideyoshi tìm kiếm danh hiệu shogun để thực sự được coi là người nắm quyền thống trị Nhật Bản. Tuy nhiên Hoàng đế không ban cho ông tước hiệu đó. Ông yêu cầu shogun cuối cùng của Muromachi, Ashikaga Yoshiaki, nhận ông làm con nuôi, nhưng bị từ chối. Không thể trở thành shogun, năm 1585 ông nhận lấy vị trí còn đầy thanh thế hơn là Nhiếp chính quan (kampaku). Năm 1586, Hideyoshi chính thức được triều đình ban tên Toyotomi. Ông xây dựng một lâu đài to lớn, Jurakudai, năm 1587 và điều khiển Hoàng đế Go-Yozei năm sau đó.
Sau đó, Hideyoshi khuất phục tỉnh Kii và chinh phục Shikoku của gia tộc Chōsokabe. Ông cũng giành quyền kiểm soát tỉnh Etchū và xâm lăng Kyūshū. Năm 1587, Hideyoshi trục xuất người truyền đạo Thiên chúa khỏi Kyūshū để áp đặt sự thống trị lớn hơn đối với các daimyo Kirishitan (người Nhật theo Thiên chúa giáo). Tuy nhiên, vì ông vẫn giao thương với châu Âu, những người theo Thiên chúa giáo riêng lẻ được lờ đi. Năm 1588, Hideyoshi cấm nông dân bình thường sở hữu vũ khí và bắt đầu cuộc săn lùng kiếm để sung công vũ khí. Kiếm được nấu chảy để đúc tượng Phật. Biện pháp này ngăn ngừa rất hiệu quả sự phản ứng của nông dân và đảm bảo sự ổn định lớn hơn đặc biệt là từ các daimyo tự do. Cuộc vây hãm Odawara chống lại gia tộc Hậu Hōjō ở đồng bằng Kantō tiêu diệt những kẻ chống đối cuối cùng của Hideyoshi. Chiến thắng của ông đánh dấu sự kết thúc của thời kỳ Sengoku.
Tháng 2 năm 1591, Hideyoshi ra lệnh cho Sen no Rikyū phải tự sát. Rikyū đã từng là một thuộc hạ tin cẩn và là bậc thầy trà đạo dưới thời cả Hideyoshi lẫn Nobunaga. Dưới sự bảo trợ của Hideyoshi, Rikyū tạo ra những thay đổi quan trọng trong mỹ học của trà đạo, ảnh hưởng đến rất nhiều khía cạnh của văn hóa Nhật Bản. Kể cả sau khi ra lệnh buộc Rikyū phải tự sát, Hideyoshi vẫn tiến hành nhiều công trình xây dựng dựa trên những tiêu chuẩn về cái đẹp do Rikyū đề xướng. Sự ổn định của triều đại Toyotomi sau cái chết của Hideyoshi bị đặt một dấu hỏi lớn sau cái chết của người con trai độc nhất mới 3 tuổi của ông, Tsurumatsu, tháng 9 năm 1591. Khi người em cùng cha khác mẹ Hidenaga qua đời ít lâu sau người con trai, Hideyoshi chọn cháu trai Hidetsugu làm người kế vị, nhận Hidetsugu làm con nuôi vào tháng 1 năm 1592. Hideyoshi rời bỏ chức vụ kampaku rồi nhận tước hiệu taikō (Nhiếp chính về hưu). Hidetsugu được ban tước hiệu kampaku.
Hai lần xâm lược Triều Tiên thất bại của ông đã làm quyền lực của gia tộc Toyotomi cũng như những người trung thành và những quan viên vẫn còn phục vụ và ủng hộ gia tộc này sau khi Toyotomi chết suy yếu một cách khủng khiếp. Sự hiện diện của Hideyoshi và em trai ông ta Hidenaga làm hai phe không bùng nổ xung đột, nhưng khi cả hai người đều qua đời, sự xích mích ngày càng trầm trọng và biết thành thù địch. Đáng chú ý nhất là, Kato Kiyomasa và Fukushima Masanori đã công phái các quan chức cũ, đặc biệt là Ishida Mitsunari và Konishi Yukinaga. Tokugawa Ieyasu chớp lấy thời cơ, lấy lòng họ, và hướng sự thù địch làm yếu đi gia tộc Toyotomi.

## Khai cuộc
Tokugawa Ieyasu không còn đối thủ về thâm niên, thứ bậc, danh tiếng và ảnh hưởng nói chung trong gia tộc Toyotomi sau cái chết của Nhiếp chính Maeda Toshiie. Tin đồn lan tràn về việc Ieyasu, lúc này là đồng minh duy nhất còn sống của Oda Nobunaga, sẽ chiếm lấy cơ nghiệp của Hideyoshi, như cách mà Hideyoshi đã đoạt lấy của Nobunaga. Điều này được những quan viên trung thành với Hideyoshi đặc biệt tin tưởng, vì họ đã nghi ngờ Ieyasu đã kích động mối bất hòa giữa các chư hầu của Toyotomi.
Sau đó, âm mưu ám sát Ieyasu bị lộ, và rất nhiều những người trung thành với Toyotomi đã bị buộc tội và bị ép phải phục tùng quyền lực của Ieyasu. Tuy vậy, Uesugi Kagekatsu, một trong các Nhiếp chính được Hideyoshi tiến cử, không tuân lệnh của Ieyasu và xây dựng đội quân của riêng mình. Khi Ieyasu công khai kết tội ông và đòi ông phải đến Kyoto để đối chất trước mặt Thiên Hoàng. Quân sư của Kagekatsu, Naoe Kanetsugu đáp lời bằng việc kết tội Ieyasu lăng mạ vi phạm di huấn của Hideyoshi, làm Ieyasu tức điên lên.
Sau đó, Ieyasu tập hợp những người ủng hộ mình, tiến quân lên phía Bắc tấn công gia tộc Uesugi, sử gọi là Cuộc vây hãm Hasedō, nhưng Ishida Mitsunari, chớp lấy thời cơ này, nổi dậy và tạo lập một liên minh làm đối trọng với những người theo Ieyasu, đánh trúng tâm lý của rất nhiều daimyo thù địch ở lâu đài Osaka.
Ieyasu để lại một ít quân dưới quyền của Date Masamune để canh chừng nhà Uesugi và tiến về phía Tây để giao chiến với Tây quân. Một vài daimyo, đáng chú ý nhất là Sanada Masayuki, từ bỏ liên minh của Ieyasu, mặc dù, đa số đều căm thù Mitsunari hay trung thành với Ieyasu đều ở lại với quân Tokugawa.

## Trận đánh
Mitsunari, ở lâu đài Sawayama, gặp gỡ Otani Yoshitsugu, Mashita Nagamori, và Ankokuji Ekei. Ở đây, họ thành lập liên minh, gửi lời mời đến Mori Terumoto, người thực ra không tham gia vào trận chiến, làm thủ lĩnh.
Mitsunari sau đó chính thức tuyên chiến với Ieyasu và bao vây lâu đài Fushimi, do thuộc hạ của Ieyasu là Torii Mototada trấn giữ vào ngày 19 tháng 7. Sau đó, Tây quân hạ được vài tiền đồn của quân Tokugawa ở vùng Kansai và trong không đầy một tháng, Tây quân đã tiến đến tỉnh Mino, nơi có ngôi làng Sekigahara.

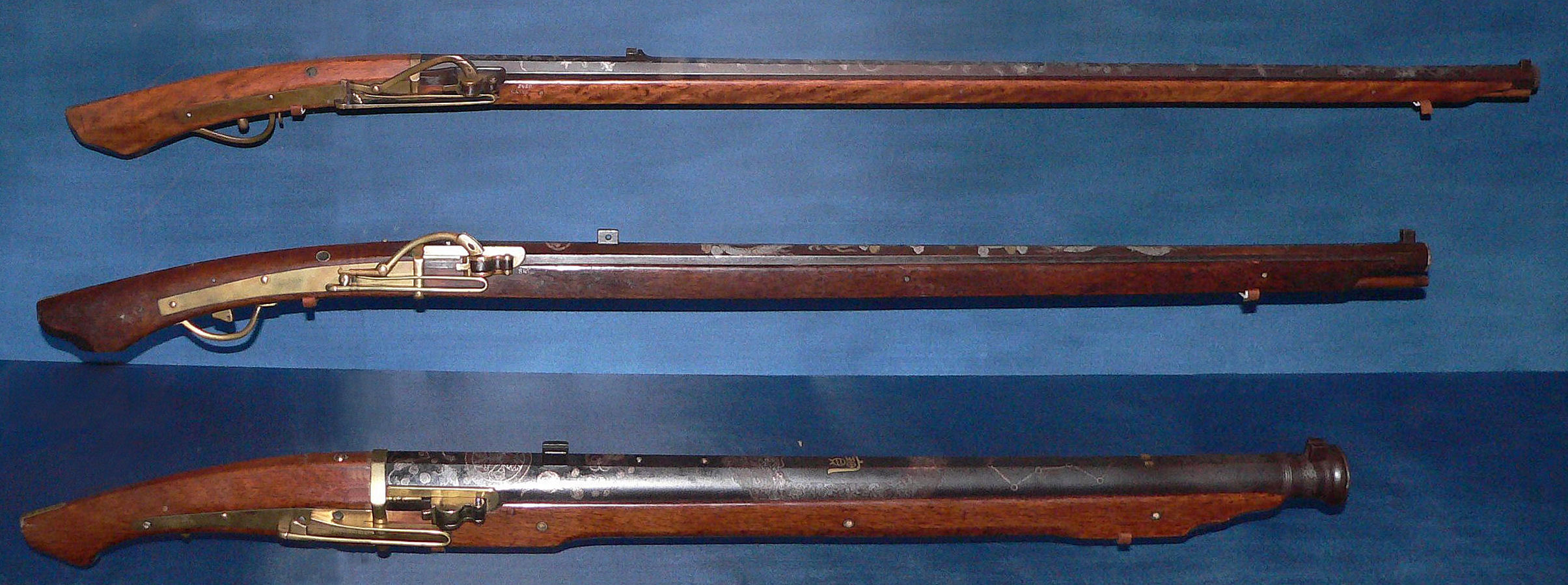
Súng hỏa mai Nhật Bản thời kỳ Edo.

Trở lại Edo, Ieyasu nhận được tin tức về tình hình ở Kansai và quyết định triển khai quân đội của mình. Ông ra lệnh cho vài daimyo cũ của Toyotomi giao chiến với Tây quân khi ông chia quân thành các đường và tiến về phía Tây trên con đường Tōkaidō đến lâu đài Osaka.
Con trai của Ieyasu là Hidetada dẫn một đạo quân khác qua ngả Nakasendō. Tuy vậy, quân đội của Hidetada sa lầy khi cố công phá lâu đài Ueda của Sanada Masayuki. Mặc dù quân đội Tokugawa đông gấp bội với 38.000 lính so với chỉ vẻn vẹn 2.000 lính của nhà Sanada, họ vẫn không thể chiếm được vị trí chiến lược được phòng thủ cẩn mật này. Cùng lúc đó, 15.000 quân nhà Toyotomi bị giam chân chỉ bằng 5.000 quân của Hosokawa Fujitaka tại lâu đài Tanabe ở quận Wakayama. Một vài trong số 15.000 người đó kính trọng Hosokawa đến độ mà họ trù tính sẽ làm chậm nhịp độ tấn công lại. Những sự kiện này khiến cho một số lượng lớn quân của Tokugawa và Toyotomi không thể tham chiến tại Sekigahara.
Biết rằng Ieyasu đang tiến tới Osaka, Mitsunari quyết định rời bỏ vị trí của mình và tiến đến Sekigahara. Ngày 15 tháng 9, hai bên bắt đầu sắp xếp đội ngũ. Đông quân của Ieyasu có 88.888 lính, trong khi quân số của Mitsunari là 81.890 người.

## Tây quân thất bại
Mặc dù Tây quân có được lợi thế chiến thuật rất lớn, Ieyasu đã liên hệ với nhiều daimyo ở phía Tây, đảm bảo cho họ về đất đai và tính mạng sau trận chiến nếu họ chuyển phe. Điều này làm vài tướng lĩnh phía Tây giữ các vị trí quan trọng dao động và phải đưa quân tiếp viện hay tham chiến, việc này đã phát huy tác dụng.
Mori Hidemoto và Kobayakawa Hideaki là hai daimyo như thế. Họ ở những vị trí mà nếu đánh thúc vào Đông quân, họ sẽ làm cho Ieyasu bị vây cả ba mặt. Hidemoto, bị lời hứa của Ieyasu lung lạc, cũng thuyết phục Kikkawa Hiroie không tham chiến.
Mặc dù Kobayakawa đã nghe theo lời Ieyasu, ông vẫn do dự và giữ thái độ trung lập. Khi trận đánh vào hồi căng thẳng, Ieyasu cuối cùng ra lệnh cho súng hỏa mai bắn vào vị trí của Kobayakawa trên núi Matsuo. Đến lức này, Kobayakawa mới tham chiến theo phe phía Đông. Quân đội của ông đánh vào vị trí của Yoshitsugu. Mắt thấy hành động phản bội này, hàng loạt các tướng quân phía Tây như Wakisaka Yasuharu, Ogawa Suketada, Akaza Naoyasu, và Kutsuki Mototsuna ngay lập tức chuyển phe, khiến chiều hướng của trận đánh thay đổi hẳn.
Tây quân tan rã, các chỉ huy bỏ chạy. Một vài người như Ukita Hideie chạy thoát, trong khi những người khác như Otani Yoshitsugu tự sát. Mitsunari, Yukinaga và Ekei bị bắt và một số ít như Mori Terumoto và Shimazu Yoshihiro trở về được lãnh địa của mình.

## Thành phần tham chiến
| Đông quân | Đông quân |                          | Tây quân  | Tây quân |
| --- | --------- | ------------------------ | --------- | -------- |
| Daimyō | Binh lính | Daimyō                   | Binh lính |          |
| Tokugawa Ieyasu | 30.000    | Mōri Terumoto*           | ---       |          |
| Honda Tadakatsu | 500       | Ishida Mitsunari         | 4.000     |          |
| Hosokawa Tadaoki | 5.000     | Shima Sakon              | (1.000)   |          |
| Ii Naomasa | 3.600     | Gamo Bitchū              | (1.000)   |          |
| Matsudaira Tadayoshi | 3.000     | Akaza Naoyasu            | 600       |          |
| Tsutsui Sadatsugu | 2.850     | Chōsokabe Morichika      | 6.600     |          |
| Arima Toyōji | 900       | Kikkawa Hiroie           | 3.000     |          |
| Asano Yukinaga | 6.510     | Mōri Hidemoto            | 15.000    |          |
| Fukushima Masanori | 6.000     | Ankokuji Ekei            | 1.800     |          |
| Ikeda Terumasa | 4.560     | Kobayakawa Hideaki       | 15.600    |          |
| Ikoma Kazumasa | 1.830     | Konishi Yukinaga         | 4.000     |          |
| Katō Yoshiaki | 3.000     | Kuchiki Mototsuna        | 600       |          |
| Kuroda Nagamasa | 5.400     | Natsuka Masaie           | 1.500     |          |
| Kyōgoku Takamoto | 3.000     | Ogawa Suketada           | 2.100     |          |
| Oda Yūraku | 450       | Ōtani Yoshitsugu         | 600       |          |
| Tanaka Yoshimasa | 3.000     | Ōtani Yoshikatsu         | 3.500     |          |
| Terazawa Hirotaka | 2.400     | Shimazu Yoshihiro        | 1.500     |          |
| Tōdō Takatora | 2.490     | Shimazu Toyohisa         | (750)     |          |
| Yamanouichi Kazutoyo | 2.058     | Toda Shigemasa           | 1.500     |          |
| Yoshida Shigekatsu | 1.200     | Ukita Hideie             | 17.000    |          |
| |           | Wakizaka Yasuharu        | 990       |          |
| |           | Chư hầu gia tộc Toyotomi | 2.000     |          |
| Tổng cộng | 88.888    |                          | 81.890    |          |
| Chú thích: Quân của Mōri Terumoto không được tính vì họ đang đóng ở thành Osaka trong thời gian diễn ra trận đánh. Ô màu cam là những đội quân đã 'đổi phe' sang Đông quân. |           |                          |           |          |

## Vũ khí

### Cận chiến
Vũ khí chính được dùng trong trận chiến là Yari, một loại giáo Nhật truyền thống được sử dụng chủ yếu bởi các đội quân Ashigaru (足軽) và thậm chí là cả các samurai trên lưng ngựa. Một kiểu ngắn hơn được gọi là mori yari.
Vũ khí phụ là nihonto, thường được biết đến ở phương Tây là kiếm katana. Kiếm Katana có chuôi dài đủ để người sử dụng dùng hai bàn tay nắm chặt. Theo truyền thống, kiếm được đeo với lưỡi quay lên phía trên. Mặc dù là một kiểu vũ khí có liên kết chặt chẽ nhất với các samurai thời kỳ Edo, một thời gian hòa bình trong lịch sử Nhật Bản, và người ta đã gọi nó là "linh hồn của những samurai". Katana được sử dụng song song với một thanh kiếm ngắn là Wakizashi và được gọi chung với nhau là daishō (大小, đại tiểu), biểu tượng cho tác phong và danh dự của người võ sĩ. Thanh kiếm dài Katana dùng để chém trong tác chiến. Kiếm ngắn để đâm khi đến gần đối phương hoặc để thực hiện một nghi thức mang tên seppuku.
Khi một samurai mặc giáp trụ đầy đủ và giao tranh trên chiến trường, thanh katana vẫn được sử dụng trong khi thanh wakizashi được thay thế bằng tanto. Trên chiến trường, katana được xem là vũ khí quan trọng nhất, vì nó thường được định nghĩa với cận chiến.

## Mở đầu thời kỳ Mạc phủ Tokugawa

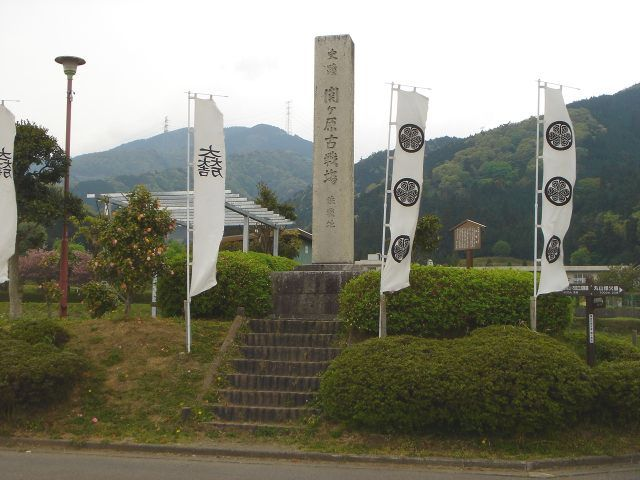
Đài tưởng niệm trận Sekigahara ngày nay

Tokugawa Ieyasu phân bổ lại đất đai và thái ấp cho những người tham chiến, nói chung là ban thưởng cho những người trợ giúp ông và thay đổi chỗ, trừng phạt hay lưu đày những người chống lại mình. Thực hiện việc này, ông giành được quyền kiểm soát rất nhiều đất đai trước kia của nhà Toyotomi. Sau khi xử tử công khai Ishida Mitsunari, Konishi Yukinaga và Ankokuji Ekei, ảnh hưởng và uy tín của gia tộc Toyotomi cùng những người trung thành với họ suy giảm nghiêm trọng.
Từ góc nhìn của gia tộc Toyotomi, trận đánh này theo một nghĩa nào đỏ chỉ là cuộc giao tranh giữa các chư hầu nhà Toyotomi. Tuy vậy, quan điểm này không chính xác lắm vì Ieyasu sau này đã trở thành Shogun, vị trí vẫn còn bỏ trống sau khi Mạc phủ Ashikaga sụp đổ 27 năm trước. Sự thay đổi này cũng đảo ngược địa vị thuộc hạ của gia tộc Tokugawa, sau đó biến gia tộc Toyotomi thành chư hầu của nhà Tokugawa. Dù thế nào đi chăng nữa, Ieyasu cũng không kiếm được cớ gì để hành động chống lại nhà Toyotomi bạc nhược; thay vào đó, Ieyasu phải tốn công dàn xếp nhiều kế hoạch chính trị để tiêu diệt Hideyori một lần và mãi mãi.

## Mầm mống nổi loạn
Trong khi phần lớn các gia tộc đều bằng lòng với vị trí mới của mình, có những gia tộc, đặc biệt là những người ở phía Tây, cay đắng vì việc bị thuyên chuyển lãnh địa hay cảm thấy việc bại trận hay bị trừng phạt là một sự sỉ nhục. Ba gia tộc sau trận Sekigahara bị thiệt hại nặng nề:
- Gia tộc Mori, đứng đầu là Mori Terumoto, vẫn giận dữ với Mạc phủ Tokugawa vì phải chuyển khỏi thái ấp của mình, Aki, và được phân cho lãnh địa Chōshū, mặc dù gia tộc này không hề tham gia vào trận đánh này.
- Gia tộc Shimazu, đứng đầu là Shimazu Yoshihiro, việc thu thập thông tin tình báo yếu kém, và họ vẫn không bị thuyên chuyển khỏi tỉnh nhà Satsuma, họ vẫn không hoàn toàn trung thành với Mạc phủ Tokugawa. Tận dụng lợi thế là xa Edo và ở trên đảo Kyushu cũng như tăng cường công tác thám báo, gia tộc Shimazu công khai tuyên bố rằng đây gần như là một vương quốc tự trị độc lập khỏi Mạc phủ Tokugawa.
- Gia tộc Chosokabe, đứng đầu là Chosokabe Morichika, bị lột bỏ tước hiệu và lãnh địa ở Tosa và bị lưu đày. Các thuộc hạ cũ của Chosokabe không bao giờ phục vụ cho những người mới đến, gia tộc Yamauchi, tạo ra sự khác biệt giữa các thuộc hạ của họ với các thuộc hạ cũ của Chosokabe, khiến họ phải chịu địa vị thấp hơn cũng như sự phân biệt đối xử. Việc phân biệt đẳng cấp này tiếp diễn hàng thế hệ cho đến khi gia tộc Chosokabe sụp đổ.

Hậu duệ của ba gia tộc này hai thế kỷ sau đã cộng tác để lật đổ Mạc phủ Tokugawa, dẫn đến cuộc Minh Trị Duy Tân.

## Miyamoto Musashi
- Theo lưu truyền lại, kensei (kiếm thánh) huyền thoại Miyamoto Musashi cũng tham chiến trong hàng ngũ quân đội của Ukita Hideie. Người ta cho là ông đã chiến đấu anh dũng và thoát khỏi quân đội thất trận của Ukita mà không bị một vết thương nào. Đây là thực tế hay huyền thoại vẫn còn chưa rõ ràng; nhưng Musashi mới chỉ khoảng 16 tuổi vào thời điểm đó.

## Xuất hiện trong văn hóa đại chúng
- Trận đánh này là cảnh chiến đấu chính trong phim Sengoku jieitai 1549 (2005). Trong phim cũng xuất hiện một số nhân vật chính và tình huống chính trị, khá trụy lạc do kịch bản phim.
- Trận đánh này được miêu tả nổi bật trong seri manga và anime Samurai Deeper Kyo.
- Trận đánh xuất hiện trong video game Kessen và Samurai Warriors 2 cho dòng máy Playstation 2. Cả hai game có những kịch bản viễn tưởng, một vài chuyển thắng lợi về cho phe Tây Quân.
- Trận chiến cũng xuất hiện trong Age of Empires III: The Asian Dynasties trong phần các chiến dịch Nhật Bản.
- Trận chiến xuất hiện trong Shogun: Total War, là một trong những trận chiến lịch sử PC.
- Trong Azumi, Trận Sekigahara là một trong những yếu tố quan trọng của kịch bản.
- Tiểu thuyết best-seller của James Clavell, "Shogun" miêu tả các sự kiện dẫn đến trận chiến đỉnh điểm này, mặc dù chính bản thân trận chiến lại chỉ được kể trong hai khổ ngắn ngủi.
- Seri nhỏ năm 2003, Musashi bắt đầu với việc Miyamoto Musashi trẻ tuổi trở dậy từ hàng đống tử thi sau trận chiến Sekigahara. Manga Nhật Bản Vagabond cũng bắt đầu với cảnh tương tự.
- Được đề cập trong series phim truyền hình Shogun (2024)